# اویبا
اویبا (انگلیسی: Oiba) نام شهری در کشور کلمبیا است.